# El Porvenir, San José del Progreso
El Porvenir är en ort i Mexiko.   Den ligger i kommunen San José del Progreso och delstaten Oaxaca, i den sydöstra delen av landet, 400 km sydost om huvudstaden Mexico City. El Porvenir ligger 1 623 meter över havet och antalet invånare är 489.
Terrängen runt El Porvenir är varierad. Runt El Porvenir är det ganska glesbefolkat, med 21 invånare per kvadratkilometer. Närmaste större samhälle är San Pablo Huixtepec, 19,4 km nordväst om El Porvenir. I omgivningarna runt El Porvenir växer huvudsakligen savannskog.